# Taparuba
Taparuba é um município brasileiro do estado de Minas Gerais. Sua população recenseada em 2022 era de 3 387 habitantes. 

## Etimologia
O topônimo Taparuba, segundo algumas explicações locais, vem da língua tupi e significa "Ponte Nova".

## História
A história de Taparuba se acha ligada à de Ipanema. Os índios aimorés foram os primeiros habitantes da região onde hoje se situa o município de Ipanema. Por outro lado, segundo a tradição, foi José Pedro de Alcântara o primeiro europeu que conseguiu vencer as matas virgens da época e penetrar em seus domínios. Talhada em velha figueira ao lado do rio, encontrou-se a inscrição seguinte: “Até aqui chegou José Pedro”. Fala-se também de Manoel Francisco de Paula Cunha, desertor da guarda nacional e que encontrava-se fugido da Guerra de Santa Luzia.
Esses acontecimentos são atribuídos ao período que vai de 1840 a 1850. Em 1851, um aventureiro de nome Bernardes Leão também combateu os índios, tendo se demorado na localidade por algum tempo. Faz parte, ainda, da história da fundação de Ipanema o nome de Antônio José da Costa que, segundo a tradição oral, plantou 5 hectares de terra, com café e árvores frutíferas.
O primeiro nome dado ao lugar foi Povoado do Rio José Pedro, naturalmente referente à inscrição encontrada na velha figueira. Em 1872, o padre de Vermelho Novo, padre. Maximiliamo, celebrou a primeira missa no local. A capela foi edificada em 1873, pelo Padre Sócrates Colare, intelectual e historiador. O povoado de Rio José Pedro desenvolveu-se com relativo progresso, baseando a sua economia na agricultura e na pecuária. Em 1891 é elevado a distrito de paz, pertencente ao município de Manhuaçu, em 1911, e pela Lei nº566, de 30 de agosto, é elevado à categoria de município, instalando-se a 7 de setembro de 1912.
Em 20 de agosto de 1928, teve o seu topônimo alterado para Ipanema. É sede de comarca desde 1.º de janeiro de 1926. Pela Lei estadual nº 843, de 7 de setembro de 1923, a vila de Rio José Pedro tomou a denominação de José Pedro o distrito de São José da Ponte Nova a chamar-se Tuparuba. E pela Lei estadual nº 12030, de 2 1 de dezembro de 1995, desmembra do município de Ipanema o distrito de Taparuba. Elevado à categoria de município.

## Geografia
Localiza-se na Mesorregião do Vale do Rio Doce. 